# Władysław Ostrowski (kapo)
Władysław Ostrowski (ur. 27 czerwca 1914 w Łodzi, zm. ?) – polski zbrodniarz wojenny, więzień i kapo w hitlerowskich obozach koncentracyjnych Groß-Rosen, Mittelbau-Dora i Bergen-Belsen. Skazany w procesie załogi Bergen-Belsen.
Z zawodu był malarzem pokojowym. W roku 1939 był powołany do polskiej armii i walczył z Armią Czerwoną. W kwietniu 1940 został aresztowany przez Gestapo; był początkowo więziony w Łodzi, skąd w sierpniu 1940 przeniesiono go do obozu w Radogoszczu. W marcu 1941 skierowano go do więzienia w Sieradzu, skąd zbiegł pod koniec roku 1942. W 1944 został aresztowany w Berlinie przez Gestapo i 20 października tego roku umieszczony w więzieniu w Moabicie. Pod koniec października 1944 wysłano go do obozu Groß-Rosen, skąd 6 lutego przeniesiono go do obozu Mittelbau-Dora. Wreszcie 10 kwietnia 1945 roku znalazł się w obozie Bergen-Belsen, gdzie został ustanowiony kapo przez władze SS.
W pierwszym procesie załogi Bergen-Belsen został skazany na 15 lat pozbawienia wolności. Z więzienia zwolniono go 24 czerwca 1955 roku.